# Solatisonax hemisphaerica
Solatisonax hemisphaerica is een slakkensoort uit de familie van de Architectonicidae. De wetenschappelijke naam van de soort is voor het eerst geldig gepubliceerd in 1876 door Seguenza.